# Мазунов, Дмитрий Вячеславович

Дмитрий и Андрей Мазуновы в 1989 году

Дми́трий Вячесла́вович Мазуно́в (род. 12 мая 1971, Горький) — советский и российский игрок в настольный теннис, неоднократный призёр чемпионатов Европы, призёр чемпионата мира, чемпион СНГ, многократный чемпион России. Один из лидеров сборной России на протяжении 1990—2000-х годов. Мастер спорта международного класса. Наиболее успешно выступал в парном разряде. Младший брат Андрея Мазунова.

## Спортивные достижения
В сборной СССР с конца 1980-х годов. В 1991 году на чемпионате мира в японской Тибе братья Мазуновы принесли СССР бронзу в парном разряде.
С 1992 года выступал за различные немецкие клубы и проживал в Германии, женился на немке. В составе клуба несколько раз выигрывал чемпионат Германии.
В 1992 году на Кубке мира среди пар в Лас-Вегасе Дмитрий Мазунов в паре с братом завоевал серебряную медаль. Различные источники дают противоречивую информацию под каким флагом на этих соревнованиях выступали братья, под флагом Объединенной команды или уже под флагом России.
Участник 4 летних Олимпийских игр — 1992, 1996, 2004, 2008. В 1992 году на Олимпийских играх в Барселоне братья Мазуновы дошли до четвертьфинала в парном разряде, где уступили 0-3 по партиям корейской паре. Спустя 12 лет на Олимпийских играх в Афинах Дмитрий выступал в паре с Алексеем Смирновым и сумел выйти в полуфинал, победив в четвертьфинале сильную корейскую пару, в составе которой был олимпийский чемпион в одиночном разряде Ю Сын Мин. В полуфинале российская пара уступила 2-4 (5:11, 9:11, 11:5, 11:8, 8:11, 6:11) паре из Гонконга. В матче за третье место россияне уступили со счётом 2-4 датчанам и не сумели завоевать медали. Тем не менее 4-е место остаётся лучшим олимпийским результатом в истории отечественного настольного тенниса.
В 2003 году в итальянском Курмайёре Дмитрий в паре со Смирновым был близок к завоеванию титула чемпиона Европы в парном разряде, победив в полуфинале австрийскую пару Жиндрак/Шлагер 4-3, хотя уступали по ходу матча 0-3 по партиям. Но в финале россияне уступили австрийско-белорусской паре 0-4. Кроме этого серебра Дмитрий Мазунов выиграл ещё несколько бронзовых медалей чемпионатов Европы в парном разряде.
В 2007 году вернулся в Россию и стал играть за екатеринбургский клуб УГМК. В 2008 году Дмитрий стал главным тренером и капитаном вновь созданного екатеринбургского клуба «ДЭСП-Горизонт 2012». Завершил выступления за сборную России осенью 2008 года.